# San Pablo Viejo
San Pablo Viejo est un corregimiento situé dans le district de David, province de Chiriquí, au Panama. En 2010, la localité comptait 10 088 habitants.